# Шосейний велоспорт
Шосейний велоспорт — різновид велоспорту; велогонки, що проходять на дорогах з твердим покриттям (асфальт, бруківка). Входить у програму літніх Олімпійських ігор. На міжнародному рівні його регулюють Міжнародний союз велосипедистів (UCI — Union Cycliste Internationale), Європейським союзом велосипедистів (UEC — L'Union Européenne de Cyclisme), а в Україні — [Федерація велосипедного спорту України]] (ФВСУ).

## Історія

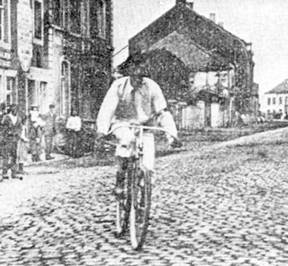
Леон Гова, перший переможець велогонки «Льєж — Бастонь — Льєж» 1892 року

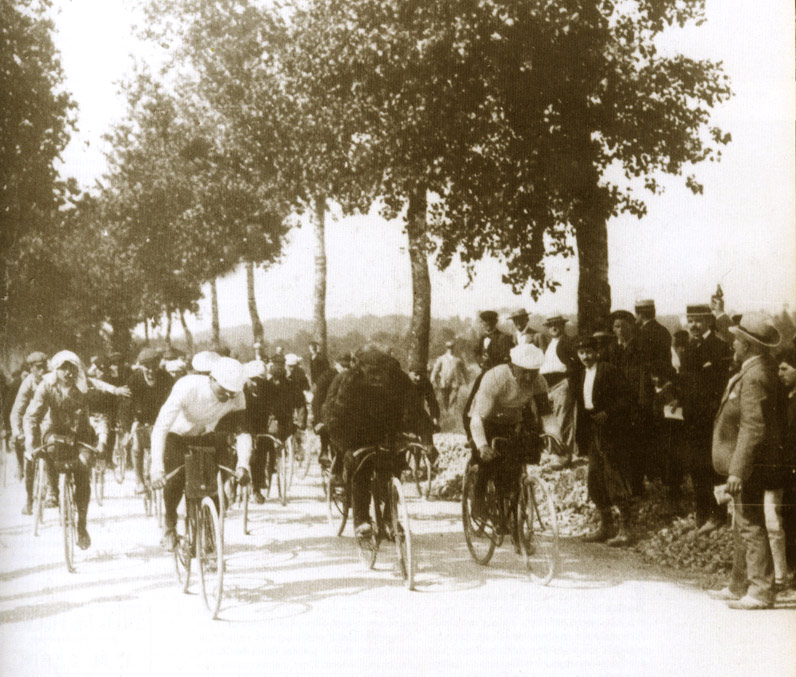
Перші змагання Тур де Франс, 1903 рік.

У 1817 році патент на перший у світі велосипед отримав Карл Дрез з Мангейма (Німеччина).
Перша велосипедна гонка відбулася 31 травня 1868 року в одному з парків передмістя Парижа Сен-Клу на дистанції 2 км. Показово, що велосипеди рухалися в той час зі швидкістю 10 км/год. Перша велика велогонка стартувала в 1892 році в Бельгії. Спортсменам належало пройди дистанцію понад 200 км за маршрутом «Льєж — Бастонь — Льєж». Надалі цей вид спорту набув великого поширення в Англії та Америці. Проте у Великій Британії на перешкоді розвитку шосейного спорту стала погана якість доріг. Британці надали перевагу трековому велоспорту. І хоча надалі дороги стали кращими, всі найбільші шосейні велогонки проходять у континентальній Європі.
У 1896 році шосейні велогонки стали олімпійським видом спорту.

## Правила
Правила шосейних велогонок залежить від виду гонки: індивідуальна, групова або критериум.
В індивідуальній велогонці старт роздільний. Його порядок визначається згідно з поточним рейтингом учасника. Найсильніші велосипедисти стартують в кінці. Часовий проміжок між стартом велогонщиків — 3 хвилини. Головне завдання — показати найкращий час проходження дистанції.
У груповій шосейній велогонці загальне число спортсменів не повинно перевищувати 200 осіб. Кожна команда повинна надати від 4-х до 9-ти учасників в залежності від рішення організаторів змагань. Ця кількість повинна бути однаковою для всіх команд. Гонщики стартують одночасно, намагаючись подолати дистанцію якомога швидше, використовуючи при цьому певні тактики:
- основна група;
- відрив;
- відвал;
- группето.

У критеріум гонка ведеться групою спортсменів вулицями міста по колу (кільцева гонка). Довжина одного кола — від одного до трьох кілометрів, кількість таких кіл — до п'ятдесяти. Через певну кількість кіл влаштовується проміжний фініш, де перший велогонщик, що перетнув межу, отримує 5 балів, другий — 3 бали, третій — 2, четвертий — 1. Довжина кола і кількість кіл в гонці може сильно варіюватися в залежності від рішення оргкомітету гонки і суддівства. Всі гонщики можуть надавати один одному незначну допомогу у вигляді передачі харчування, напоїв, ключів та ін. Передача або обмін колесами, надання велосипеда іншому гонщику, а також очікування і надання допомоги відставшим дозволяється тільки для гонщиків однієї і тієї ж команди. Підштовхування одного гонщика іншим заборонено у всіх випадках.

### Екіпірування

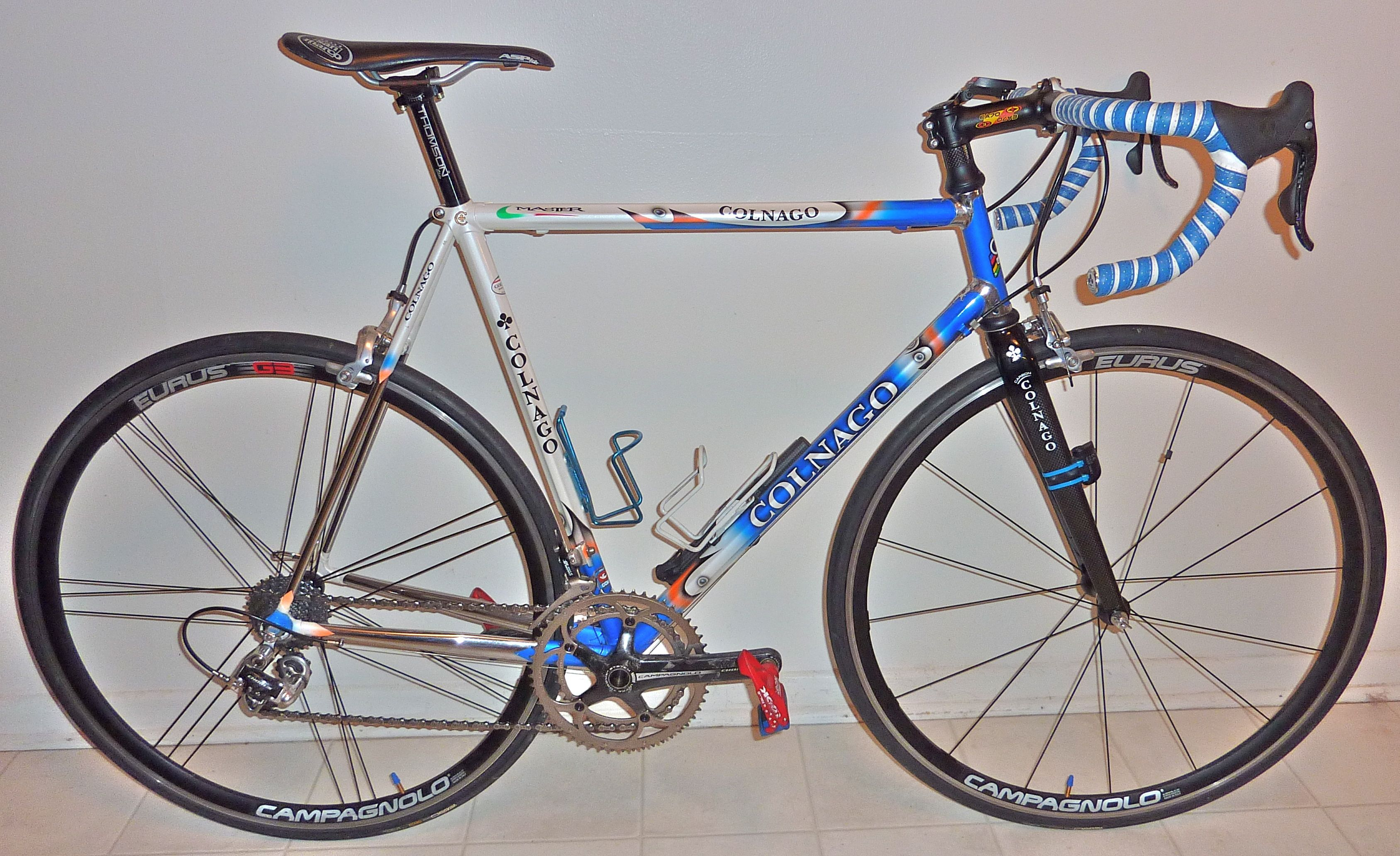
Шосейний велосипед

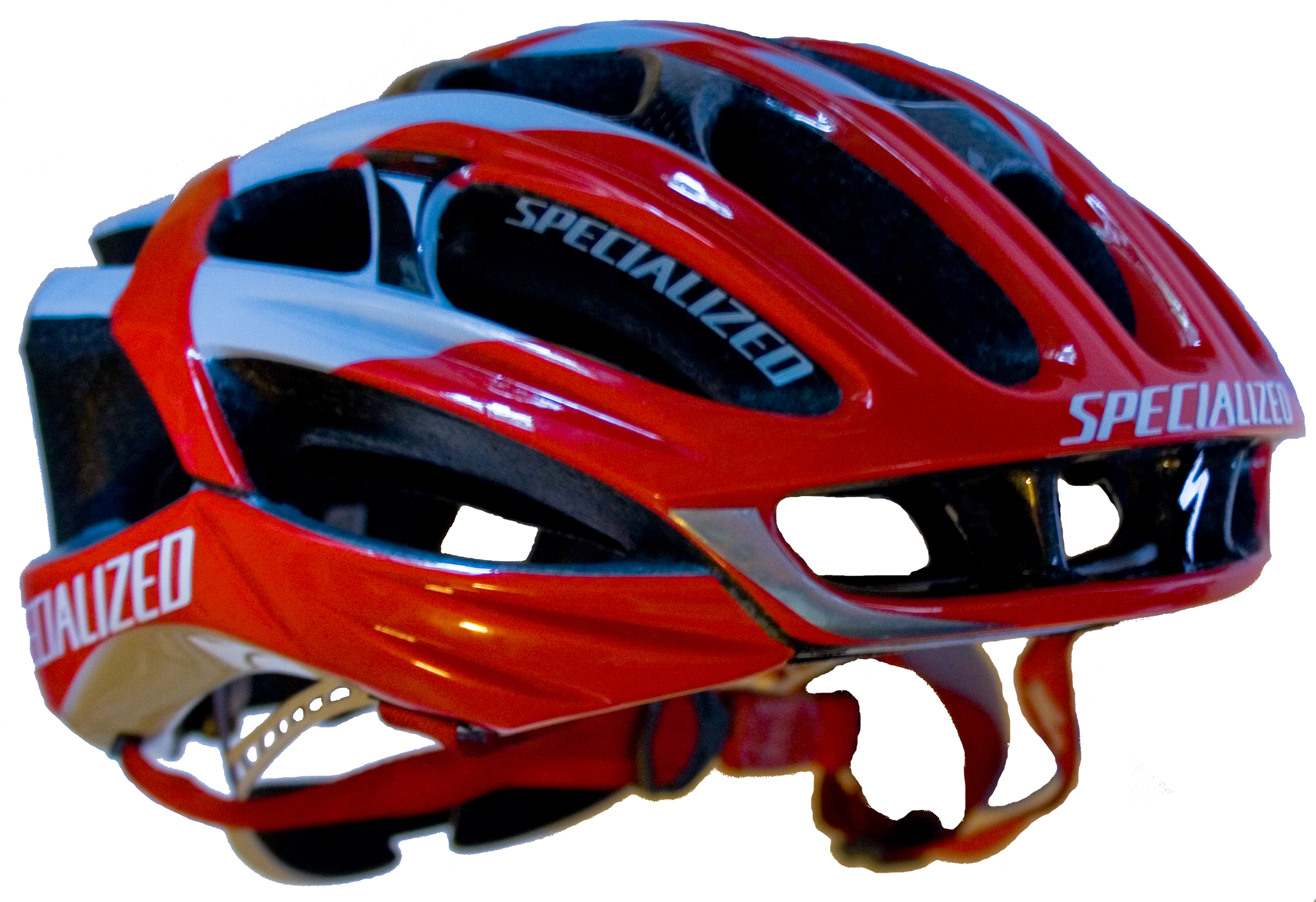
Велосипедний шолом

Згідно з регламентом UCI рама велосипеда повинна бути виконана на основі так званого головного трикутника з верхньої, підсідельної і похилої труб, до яких кріпляться рульовий стакан і пера для установки заднього колеса. Рами можуть бути класичні сталеві або сучасні алюмінієві чи карбонові, що мають меншу вагу. Однак вага велосипеда в зборі не повинна бути менше 6,8 кг, в середньому — 9-10 кг. Також в конструкцію велосипеда входять алюмінієві або карбонові ободи під клінчерні покришки (шина окремо, камера окремо) або однотрубки (поєднана конструкція, приклеюють до обода), втулки, спиці, касети, зірки з перемикачем, класичні керма форми «баран», гальмівні ручки і манетки (пристрої перемикання передач).
Екіпірування:
- велосипедні шорти з захистом / велокомбенізон;
- майка або футболка з тканини, що пропускає повітря;
- рукавички;
- велосипедні туфлі, що фіксуються на контактних педалях за допомогою підошви з шипами;
- шолом.

## Етапи багатоденки

### Пролог
Коротка гонка з роздільним стартом (як правило, до 10 км) перед першим етапом багатоденки. Існують як індивідуальні, так і командні прологи.

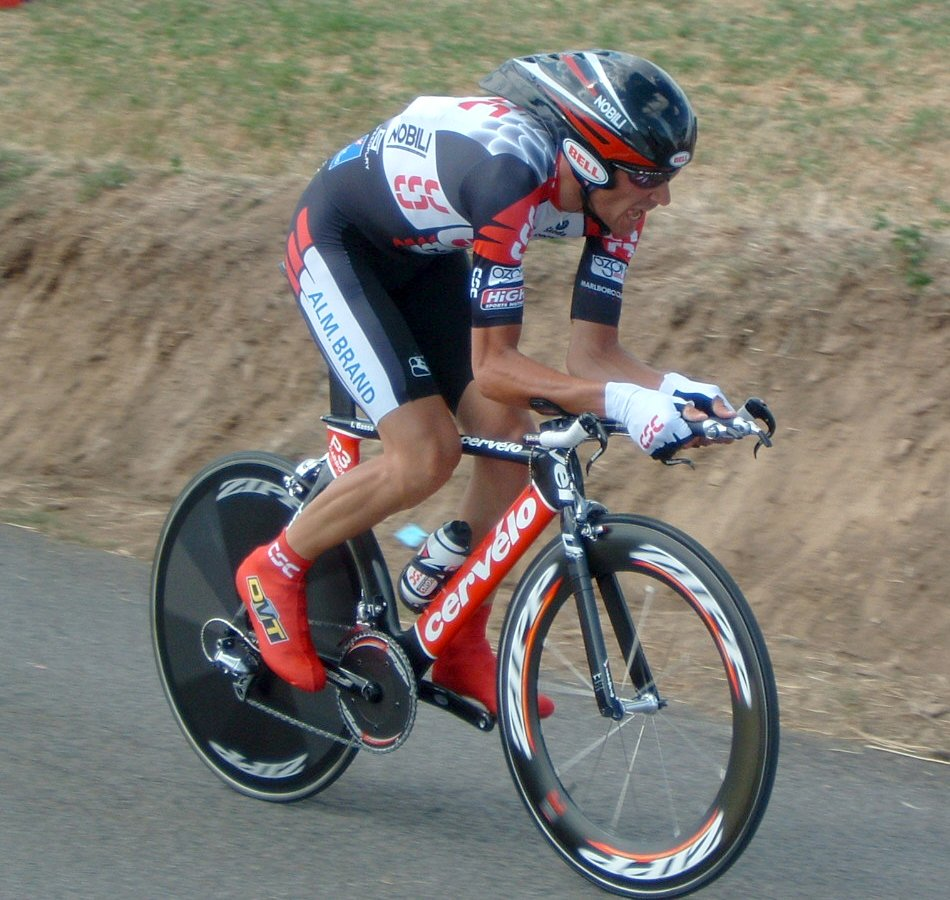
Іван Бассо на гонці з роздільним стартом

### Індивідуальна гонка з роздільним стартом
ITT (англ. Individual time trial) — гонка, в якій учасники стартують поодинці, через певні проміжки часу. На таких етапах, зазвичай, використовуються спеціальні роздільні велосипеди та інші предмети екіпіровки, що володіють кращою аеродинамікою. У разі, якщо велосипедист накотить на учасника, що стартував перед ним, правилами заборонено об'єднуватися в групи і «сидіти на колесі».
Крім звичайних гонок з роздільним стартом, існує також гірська роздільна гонка. На таких етапах використовуються велосипеди для групових гонок, а шанси на перемогу мають велосипедисти з хорошим гірським ходом.
Як рівнинні, так і гірські роздільні гонки звичайно є вирішальними етапами за боротьбу в генеральній класифікації.

### Командна гонка на час з роздільним стартом
TTT (англ. Team time trial) — гонка з роздільним стартом, в якій команди виступають повними складами. На гранд турах підсумковий час усіх учасників команди нараховується по п'ятому гонщику, який фінішував, а велосипедисти, що випали у відвал, отримують додаткове відставання. Перемогу на такому етапі може здобути добре обкатана команда, що має в своєму складі кілька фахівців гонок з роздільним стартом.

### Спринтерський етап
Етап включає в себе мінімум нерівностей рельєфу, за рахунок чого пелотон може з легкістю піти у  відрив і утримувати велику швидкість на останніх кілометрах дистанції, щоб ніхто не міг атакувати другим темпом. Практично всі такі етапи закінчуються груповим спринтом, шанси відриву можуть дати погані погодні умови, або ж великий завал в пелотоні.
У разі сильного бічного вітру, команди, що борються за високі місця в генеральній класифікації можуть спробувати збільшити темп, за рахунок чого група розірветься на кілька ешелонів. Гонщики, що опинилися у відвалі, ризикують заробити велике відставання в загальному заліку. Спринтерські команди також використовують ешелони, щоб відрізати своїх конкурентів від розіграшу етапу.

### Пересічений етап
Профіль етапу містить безліч некатегорійних підйомів і пагорбів нижчих категорій. Відрив на такому етапі має великі шанси на успіх, але зберігається також можливість спринту із загальної групи.

### Гірський етап
Містить один, або кілька підйомів високої категорії, і може закінчуватися фінішем в гору, зі спуску, або на рівнині. На такому профілі складно заробити велику перевагу в загальному заліку. Якщо етап фінішує на рівнині, гонщики, що відстали, мають можливість догнати групу на спуску, повернутися в пелотон можуть навіть деякі спринтери. Перемогу на етапі зазвичай розігрують гонщики з відриву.

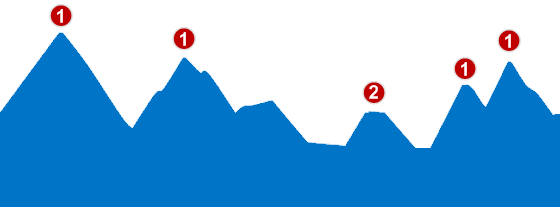
Профіль «королівського» гірського етапу на Тур де Франс 2009

### «Королівський» гірський етап
«Королівські» гірські етапи включають в себе велику кількість підйомів першої і вищої категорії складності. Вони обов'язково закінчуються фінішем в гору, або відразу після технічно складного спуску. Як правило, такі етапи стають вирішальними в генеральній класифікації, а також в заліку найкращого гірського гонщика.
На останніх підйомах пелотон сильно просівається, попереду залишається тільки група фаворитів загального заліку і сильних гірських велогонщиків. Розриви між учасниками на фініші бувають дуже великими, і велосипедисти, що їдуть у далеких відвалах, ризикують не вписатися в ліміт часу.
Перемога на такому етапі вважається одним з головних досягнень в кар'єрі будь-якого гонщика.

## Майки
Як трофеї у велосипедному спорті велосипедисти отримують призові майки (в порядку зменшення важливості):
- майка лідера генеральної класифікації;
- майка кращого спринтера;
- майка гірського короля;
- майка найкращого молодого гонщика;
- майка чемпіона світу;
- майка національного чемпіона.

## Основні велогонки

### Гранд-тури
Найзнаменитіші багатоетапні гранд-тури з'явилися на початку XX століття в Європі і відтоді проводилися практично щорічно, за винятком періодів Першої і Другої світових воєн.

#### Джиро д'Італія
Велогонка Джиро д'Італія (італ. Giro d'Italia) проходить щорічно в травні-червні, починаючи з 1909 року, в Італії, періодично зачіпаючи території Сан-Марино, Франції, Монако, Швейцарії, Австрії, Словенії, Нідерландів, Німеччини, Бельгії та Греції. Крім основних змагань, з 1988 року проводиться Джиро д'Італія для жінок і Джиріно д'Італія для юніорів. Майка лідера загальної класифікації на цій гонці має рожевий колір, адже сторінки Gazzetta dello Sport, яка заснувала Джиро д'Італія, були рожевими.

#### Вуельта Іспанії
В Іспанії щорічно проходить гранд-тур Вуельта Іспанії (ісп. Vuelta a España) (з 1995 року — у вересні). Перша гонка відбулася в 1935 році. Крім Першої і Другої світових воєн, в історії «Вуельти» був ще один перерву — з 1937 по 1940 роки, пов'язаний з громадянською війною в Іспанії. Двічі в історії Вуельта Іспанії частково проходила на територіях інших європейських держав: в Португалії в 1997 році, в Нідерландах і Бельгії — в 2009 році. У лідерської майки цієї велогонки багата історія: її колір неодноразово змінювався. З 1935 по 1941 роки вона була помаранчевою, згодом — білою, потім, в 1942 році, знову стала помаранчевою. З 1945 по 1950 роки лідери змагання носили білу майку з горизонтальною смугою червоного кольору, а в 1955 році колір майки став жовтий. Ця традиція зберігалася аж до 1998 року, після чого відтінок майки з жовтого перетворився на золотий. А з 2010 року лідеру генеральної класифікації дістається червона майка.

#### Тур де Франс

Лого Тур де Франс

Наймасштабніша і престижніша велогонка в світі, Тур де Франс (фр. Tour de France), проводиться з 1903 року на території Франції (під час Першої і Другої світових воєн гонка скасовувалася). З 1984 року проходить змагання для жінок-спортсменок, також званий Le Tour Féminin. Протяжність маршруту цього туру зазвичай становить 4000 — 4800 км. Гонщик, якому випадає честь носити жовту майку лідера етапу, беззастережно включається в число найкращих велосипедистів світу, а перемога в загальному заліку змагання — це вершина кар'єри спортсмена. Своїм кольором переможна майка зобов'язана відтінку сторінок газети «L'Auto», яка заснувала Тур де Франс в 1902 році.

### Світовий тур UCI
З 2009 року найпрестижніші шосейні велогонки проводяться у рамках елітної серії Світового туру UCI. За результатами змагань визначається найкращий велогонщик сезону. Першим лідером індивідуального заліку став іспанець Альберто Контадор у 2009 році. Тричі найкращим велогонщиком ставав інший іспанець Хоакім Родрігес, а двічі — Алехандро Вальверде.
Крім індивідуального рейтингу, розраховуються також командний і національний, на основі п'яти найкращих гонщиків команди і країни відповідно. У національному заліку щороку перемагає Іспанія, лише у 2011 році вигравала Італія. У командному заліку чотири роки поспіль (2013—2016) лідером стає іспанська команда Movistar Team.
Велогонки серії Світового туру UCI станом на 2017 рік:
| Гонка | Гонка | Бали Світового рейтингу | Бали Світового рейтингу | Бали Світового рейтингу | Бали Світового рейтингу          |
| Гонка | Гонка | Перемога                | Друга позиція           | Третя позиція           | Остання позиція в заліковій зоні |
| --- | --- | ----------------------- | ----------------------- | ----------------------- | -------------------------------- |
| Тур де Франс | Гонка Етап | 200 20                  | 150 10                  | 120 6                   | 20-й (4 бали) 5-й (2 бали)       |
| Джиро д'Італія Вуельта Іспанії | Гонка Етап | 170 16                  | 130 8                   | 100 4                   | 20-й (2 бали) 5-й (1 бал)        |
| Командний чемпіонат світу UCI | Командний чемпіонат світу UCI | 200                     | 170                     | 140                     | 10-й (70 балів)                  |
| Тур Даун Андер Париж — Ніцца Тіррено — Адріатико Тур Країни Басків Тур Романдії Вуельта Каталонії Крітеріум ду Дофіне Тур Швейцарії Тур Польщі Енеко Тур Тур Пекіна (до 2015) | Гонка Етап | 100 6                   | 80 4                    | 70 2                    | 10-й (4 бали) 5-й (1 бал)        |
| Мілан — Сан-Ремо Тур Фландрії Париж — Рубе Льєж — Бастонь — Льєж Джиро ді Ломбардія                                                                                           | Мілан — Сан-Ремо Тур Фландрії Париж — Рубе Льєж — Бастонь — Льєж Джиро ді Ломбардія                                                                                | 100                     | 80                      | 70                      | 10-й (4 бали)                    |
| E3 Харелбеке Гент — Вевельгем Амстел Голд Рейс Флеш Валонь Классика Сан-Себастьяна Ваттенфаль Классик Гран-прі Квебека Гран-прі Монреаля Гран-прі Західної Франції            | E3 Харелбеке Гент — Вевельгем Амстел Голд Рейс Флеш Валонь Классика Сан-Себастьяна Ваттенфаль Классик Гран-прі Квебека Гран-прі Монреаля Гран-прі Західної Франції | 80                      | 60                      | 50                      | 10-й (2 бали)                    |

### Континентальні тури UCI
У 2005 році Міжнародний союз велосипедистів започаткував серію змагань Континентальних турів. Серія включає п'ять континентальних турів: Азійський, Американський, Африканський, Європейський та Океанійський. У континентальні змагання входять понад 400 гонок в усьому світі. Змагальний сезон починається в жовтні, а завершується на різних континентах по різному, від січня до жовтня наступного року. За результатом перегонів найкращі велогонщики отримують рейтингові очки, які підсумовуються. В кінці сезону по них визначається найкращі велогонщик, велокоманда і країна.

### Шосейні велогонки на літніх Олімпійських іграх

Олімпійська піктограма велоспорту

Змагання з шосейних велогонок проводилися на перших Олімпійських іграх 1896 року і на всіх наступних, за винятком 1900, 1904, 1908 років. Традиційно змагались лише чоловіки, а жіночі дисципліни були введені на літніх Олімпійських іграх 1984 в Лос-Анджелесі.

#### Статистика
Чоловічі змагання:
| Змагання                 | 1896 | 1900—1908 | 1912 | 1920 | 1924 | 1928 | 1932 | 1936 | 1948 | 1952 | 1956 | 1960 | 1964 | 1968 | 1972 | 1976 | 1980 | 1984 | 1988 | 1992 | 1996 | 2000 | 2004 | 2008 | 2012 | 2016 | Всього |
| ------------------------ | ---- | --------- | ---- | ---- | ---- | ---- | ---- | ---- | ---- | ---- | ---- | ---- | ---- | ---- | ---- | ---- | ---- | ---- | ---- | ---- | ---- | ---- | ---- | ---- | ---- | ---- | ------ |
| Групова гонка            | •    |           |      |      |      |      |      | •    | •    | •    | •    | •    | •    | •    | •    | •    | •    | •    | •    | •    | •    | •    | •    | •    | •    | •    | 20     |
| Командна групова гонка   |      |           |      |      |      |      |      | •    | •    | •    | •    |      |      |      |      |      |      |      |      |      |      |      |      |      |      |      | 4      |
| Роздільна гонка          |      |           | •    | •    | •    | •    | •    |      |      |      |      |      |      |      |      |      |      |      |      |      | •    | •    | •    | •    | •    | •    | 11     |
| Командна роздільна гонка |      |           | •    | •    | •    | •    | •    |      |      |      |      | •    | •    | •    | •    | •    | •    | •    | •    | •    |      |      |      |      |      |      | 14     |
| Всього                   | 1    |           | 2    | 2    | 2    | 2    | 2    | 2    | 2    | 2    | 2    | 2    | 2    | 2    | 2    | 2    | 2    | 2    | 2    | 2    | 2    | 2    | 2    | 2    | 2    | 2    |        |

Жіночі змагання:
| Змагання        | 1984 | 1988 | 1992 | 1996 | 2000 | 2004 | 2008 | 2012 | 2016 | Всього |
| --------------- | ---- | ---- | ---- | ---- | ---- | ---- | ---- | ---- | ---- | ------ |
| Групова гонка   | •    | •    | •    | •    | •    | •    | •    | •    | •    | 9      |
| Роздільна гонка |      |      |      | •    | •    | •    | •    | •    | •    | 6      |
| Всього          | 1    | 1    | 1    | 2    | 2    | 2    | 2    | 2    | 2    |        |

### Чемпіонат світу з шосейних велогонок

Райдужна майка чемпіона світу з шосейних велогонок

Чемпіонат світу з шосейних велогонок проводиться щороку, починаючи з 1927 року. Не проводився лише у період першої світової війни. У рамках чемпіонату світу проходять шосейні групові гонки і індивідуальні гонки на час з роздільного старту серед чоловіків, жінок і чоловіків у віці до 23 років. Чемпіонат організовується в кінці сезону, зазвичай після  Вуельти Іспанії.
Чемпіон світу в груповій гонці виступає у райдужній майці у всіх шосейних групових перегонах протягом наступного після перемоги року. Чемпіон світу в індивідуальній гонці на час виступає в райдужній майці лише на етапах з роздільним стартом, що проводяться на багатоденних гонках сезону.